# Prorachia darioides
Prorachia darioides är en fjärilsart som beskrevs av Embrik Strand 1921. Prorachia darioides ingår i släktet Prorachia och familjen nattflyn. Inga underarter finns listade i Catalogue of Life.